# Masseur- und Physiotherapeutengesetz
Das Masseur- und Physiotherapeutengesetz – MPhG vom 26. Mai 1994 regelt in Deutschland die Ausbildung, die Prüfung, die Erlaubnis, die Zuständigkeit und die Übergangsvorschriften für die Berufe Masseur und medizinischer Bademeister und Physiotherapeut.